# Le Village 3D
Le Village 3D est l'un des plus anciens mondes virtuels francophones du web.
Né en 1998 pour rassembler les utilisateurs de la plateforme d'hébergement Web LeVillage.org, il était auparavant une communauté à part entière où se retrouvent des personnes de tout âge et venues des quatre coins de la francophonie. Le service a été fermé depuis. 

## Description
Les utilisateurs du Village 3D, appelés Villageois, sont divisés en deux groupes :
- Les Citoyens, qui paient chaque année une citoyenneté et se voient conférer certains avantages.
- Les Touristes, qui ne paient rien mais bénéficient tout de même de nombreuses prestations.

En étant Citoyen, un Villageois dispose d'au moins un Terrain sur lequel il est libre de bâtir (ou builder) ce qu'il souhaite, et c'est là un point fort du Village 3D : il a été entièrement fabriqué par des générations de Villageois, œuvrant tous à son amélioration. En étant Citoyen, il est également possible de communiquer par l'intermédiaire de Télégrammes avec les autres Citoyens.
Les Touristes, eux, peuvent construire sur un Monde spécial appelé le Chantier des œuvres éphémères. Ces œuvres pourront en effet être modifiées et même supprimées par n'importe quel autre Villageois, ce qui conduit à un combat éternel contre ceux que l'on appelle les destructeurs.

## Historique
Le Village 3D était initialement pris en charge par la société bretonne Cyberbrain. Celle-ci ayant fait faillite (2005), il a ensuite été géré par Vezim Sàrl, société créée par le cofondateur du Village.

## Activités
Le Village 3D utilise la technologie d'Active Worlds, à savoir un Univers en trois dimensions divisé en plusieurs Mondes à thèmes.
Les Villageois sont libres de s'y promener, y discuter en public ou en privé, construire seuls ou à plusieurs mais aussi participer à des animations organisées périodiquement. Parmi ces dernières, on trouve notamment :
- Le PaintBall, sorte de FPS où le but est de toucher un maximum de Villageois de l'équipe adverse (Blue Team vs Red Team).
- Les Courses, qui, comme leur nom l'indique, voient les Villageois se disputer le championnat VRC (Village Racing Championship).
- Les Quiz
- Les C koi Ca (Quiz visuels)
- Le RPG, un jeu de rôle et de tactique.
- Les concours de construction, où l'on voit les meilleurs architectes du Village3D s'affronter pour faire la meilleure construction possible.

## Hiérarchie
Le Village 3D possède sa propre hiérarchie bien précise : Il est dirigé par un Maire, élu pour sa capacité à gérer des équipes et faire avancer le Village. 
Les différents aspects du Village, comme l'animation ou la construction des édifices publics sont régis par des Pôles, chacun dirigé par un ou deux Adjoint(s) et auxquels peuvent se greffer des Membres, qui travailleront à l'amélioration du Village par le biais de leurs compétences et de leur qualités personnelles. 
Les Adjoints sont élus par le Conseil Municipal si le besoin s'en fait sentir.
De plus, une équipe de Modérateurs est là pour aider les Adjoints à faire respecter l'ordre.

## Mondes
Voici une liste des Mondes publics du Village 3D, ainsi qu'une courte description de chacun d'entre eux :
- Village : C'est le Monde principal du Village 3D. On y trouve de nombreux terrains bâtis par les Citoyens depuis des années, ce qui lui donne une ambiance très vivante.
- Azura : Ce Monde en pleine expansion abrite lui aussi des terrains de Citoyens, mais bien plus grands ceux-ci, et situés dans des eco-systèmes naturels (la Forêt, le Désert et les Plaines). Il remplace l'ancien monde Natura.
- Chantier : Monde ouvert à la construction publique, seul lieu où les Touristes peuvent construire.
- Arene : Monde dédié au PaintBall.
- Course3D : Monde dédié aux Courses.
- Fiesta : Monde dédié aux animations diverses, comme le C koi Ca.
- CEvent : Monde dédié aux concours de construction.
- Flower : Monde RPG où se retrouvent les villageois pour diverses activités relatives au roleplay